# (11021) Foderà
(11021) Fodera, désignation internationale (11021) Foderà, est un astéroïde de la ceinture principale.

## Description
(11021) Fodera est un astéroïde de la ceinture principale. Il fut découvert le 12 janvier 1986 à la station Anderson Mesa par Edward L. G. Bowell. Il présente une orbite caractérisée par un demi-grand axe de 3,16 UA, une excentricité de 0,16 et une inclinaison de 19,2° par rapport à l'écliptique.

## Compléments